# بخش ایمفال وست
بخش ایمفال وست (به انگلیسی: Imphal West district) یک منطقهٔ مسکونی در هند است که در مانیپور واقع شده‌است. بخش ایمفال وست ۵۵۸ کیلومتر مربع مساحت و ۵۱۷٬۹۹۲ نفر جمعیت دارد.